# Lachnostachys verbascifolia
Lachnostachys verbascifolia là một loài thực vật có hoa trong họ Hoa môi. Loài này được F.Muell. mô tả khoa học đầu tiên năm 1868.